# Chrysidoidea
Хризидоидеа (лат. Chrysidoidea) — надсемейство подотряда стебельчатобрюхие отряда перепончатокрылые насекомые (Hymenoptera), включающее таких представителей, как осы-блестянки и дрииниды. Иногда эту группу называют Bethyloidea. Включает около 6000 видов, распространенных по всему миру.

## Описание
Большинство видов мелкие (менее 7 мм), редко крупнее 15 мм. Надсемейство традиционно рассматривается как базальное для всей группы Жалящие.

## Биология
Паразитоиды или клептопаразиты. Члены семейств Dryinidae и Embolemidae являются единственными паразитоидами среди всех Hymenoptera, имеющими цикл развития личинок, который начинается внутри тела хозяина. Близкое семейство Sclerogibbidae включает более традиционных эктопаразитоидов, атакующих нимф пауков.
Современные Chrysidoidea sensu lato демонстрируют широкий спектр жизненных историй: паразитоиды личинок древесных жуков (Scolebythidae), паразитоиды личинок жуков или Lepidoptera (Bethylidae), паразитоиды коконов пилильщиков (Chrysididae: Cleptinae), паразитоиды яиц палочковидных насекомых (Chrysididae: Amiseginae и Loboscelidinae), клептопаразитоиды в гнездах одиночных пчел или ос (Chrysididae: Chrysidinae), паразитоиды нимф эмбий (Sclerogibbidae) или паразитоиды нимф Auchenorrhyncha (Dryinidae, Embolemidae). Учитывая такое разнообразие и отсутствие информации по ряду семейств хризидоидов, включая современных Plumariidae, невозможно сделать вывод о потенциальных хозяевах некоторых ископаемых форм, например, †Sirenobethylus. У самок некоторых видов Dryinidae на передних лапах развился аппарат для удержания хозяина; они используют свои хватательные передние лапы для обездвиживания неуловимых хозяев (цикадки, горбатки и Fulgoroidea) во время яйцекладки. Самки этих дринид часто бескрылы, имеют большие глаза и удлиненные ноги, а перед яйцекладкой активно преследуют хозяев.

## Генетика
Гаплоидный набор хромосом n = 5—21.

## Классификация
Около 6000 видов.
- Bethylidae (около 1800 видов)
- Chrysididae (около 3000 видов)
- † Chrysobythidae (5 ископаемых видов)
- Dryinidae (около 1400 видов)
- Embolemidae
- † Plumalexiidae
- Plumariidae
- Sclerogibbidae
- Scolebythidae
- †Sirenobethylidae